# Ślepota barw

Tablica Ishihary. Osoby prawidłowo rozróżniające kolory powinny odczytać liczbę "74", natomiast osoby ze ślepotą barw czerwono-zielonych mogą odczytać liczbę jako "21".

Ślepota barw – zwana też zaburzeniem rozpoznawania barw (często ogólnie nazywana daltonizmem), u ludzi jest niezdolnością do spostrzegania różnic pomiędzy niektórymi lub wszystkimi barwami, które normalnie są dostrzegane przez inne osoby. Ślepota barw jest zazwyczaj wadą wrodzoną, uwarunkowaną genetycznie, dziedziczoną recesywnie w sprzężeniu z chromosomem X. Z tego też powodu znacznie częściej dotyczy mężczyzn (ok. 8%) niż kobiet (ok. 0,5%). Ponieważ mężczyźni nie przekazują swojego chromosomu X męskim potomkom, zatem mężczyzna ze ślepotą barw nie przekaże jej swojemu synowi. Kobieta, mając dwa chromosomy X może być nosicielką genu ślepoty barw, nawet o tym nie wiedząc. Jeżeli po stronie rodziny matki jest mężczyzna, który ma ślepotę barw, to jest duża szansa, że jej dziecko odziedziczy jego gen. Przyczyni się to do ślepoty barw zazwyczaj w przypadku, gdy dziecko będzie płci męskiej. W bardzo rzadkich przypadkach matka sama będzie miała tę wadę. Oznaczać to będzie, że posiada dwa „ślepe na barwy” chromosomy X. Fakt, że gen ślepoty barw jest w chromosomie X, jest przyczyną, że prawdopodobieństwo wystąpienia tej choroby u mężczyzn jest od 10 do 20 razy większe niż u kobiet.
Zaburzenie rozpoznawania barw może być także wynikiem uszkodzenia dróg wzrokowych począwszy od siatkówki po korę mózgu. Może być również efektem ubocznego działania leków lub związków chemicznych. Ślepota barw zwana jest też potocznie daltonizmem (który tak naprawdę jest wadą polegająca na nierozpoznawaniu barwy czerwonej i zielonej) – nazwa ta pochodzi od angielskiego chemika Johna Daltona, który w 1794 roku na własnym przypadku opublikował jej opis.
Różne rodzaje zaburzeń rozpoznawania barw wynikają z wadliwego lub całkowitego braku funkcjonowania czopków. Wynikiem wadliwego działania jednego rodzaju czopków jest dichromatyzm. Najczęstsza forma ludzkiej ślepoty barw wynika z problemów z czułością czopków na barwy o średniej lub długiej długości fali (np. zielona, pomarańczowa, żółta) i pociąga za sobą problemy w odróżnianiu barw czerwonych, żółtych i zielonych od innych barw. Łącznie problemy te określa się jako „ślepotę czerwono-zieloną” (tzw. daltonizm), chociaż jest to nazwa uproszczona i nieco mylna. Występują też rzadsze formy zaburzeń związanych z rozpoznawaniem barw takie jak nierozróżnianie niebieskiego od żółtego, a także najrzadsze z zaburzeń polegające na całkowitej ślepocie barw lub monochromacji, które polega na nierozróżnianiu jakichkolwiek barw (osoba taka widzi jak w czarno-białym filmie).
Praktycznie wszystkie substancje psychoaktywne mają wpływ na percepcję barw, a w szczególności środki psychodeliczne z grupy fenyloetyloamin. Na przykład pod wpływem MDMA następuje drastyczne przesunięcie spektrum w stronę zieleni, zaś po 2C-B, dimetylotryptaminie i psylocybinie świat postrzegany jest w ciepłych odcieniach żółci i pomarańczowego. Podobnie działa tujon – alkaloid zawarty w absyncie – jego duże dawki wywołują przesunięcie widma w kierunku koloru żółtego.

## Rodzaje zaburzeń

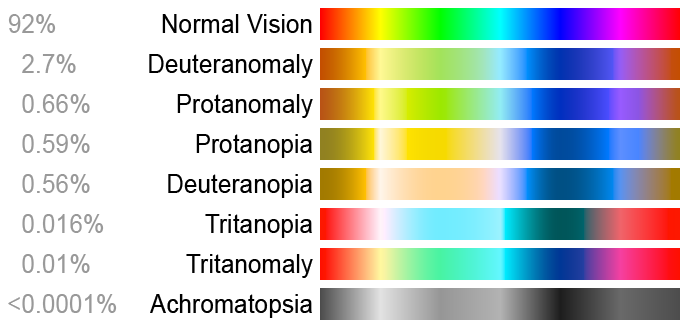
Widzenie kolorów przez osoby z różnymi zaburzeniami

Zaburzenia rozpoznawania barw dzielą się na zaburzenia nabyte i wrodzone.
Zaburzenia wrodzone sklasyfikowane są zgodnie z rodzajem uszkodzonych czopków oka i stopnia ich uszkodzenia:
- dichromatyzm – całkowity brak jednego z rodzajów czopków:
  - protanopia – nierozpoznawanie barwy czerwonej (mylenie jej z zielenią);
  - deuteranopia (tzw. daltonizm) – nierozpoznawanie barwy zielonej (mylenie jej z czerwoną);
  - tritanopia – nierozpoznawanie barwy niebieskiej (mylenie jej z czernią);

- trichromatyzm – różnica wrażliwości na barwy jednego z rodzajów czopków:
  - protanomalia (ang. protanomaly) – obniżona percepcja nasycenia i jaskrawości czerwieni;
  - deuteranomalia (ang. deuteronamaly) – obniżona percepcja nasycenia (ale nie jaskrawości) zieleni;
  - tritanomalia (ang. tritanomaly) – obniżona percepcja barwy niebieskiej;

- monochromatyzm – całkowita niezdolność do rozpoznawania barw:
  - monochromacja czopków, gdzie działa jedynie pojedynczy system czopków – nie ma możliwości rozróżniania barw, ale wizja jest w miarę normalna;
  - achromatopsja lub monochromacja stożków – siatkówka oka nie zawiera żadnych czopków (lub zawiera ich bardzo mało), w wyniku czego poza niezdolnością do rozpoznawania barw występuje również trudności w widzeniu przy normalnym świetle[a];
  - agnozja barw, gdzie osoba nie dostrzega kolorów, nawet jeśli oczy są zdolne do ich rozpoznawania. Niektórzy nie zaliczają tej wady do prawdziwych zaburzeń widzenia barw, gdyż dotyczy ona zaburzeń percepcji, a nie zaburzeń wizji. Jest formą agnozji wizualnej.

## Widzenie barw

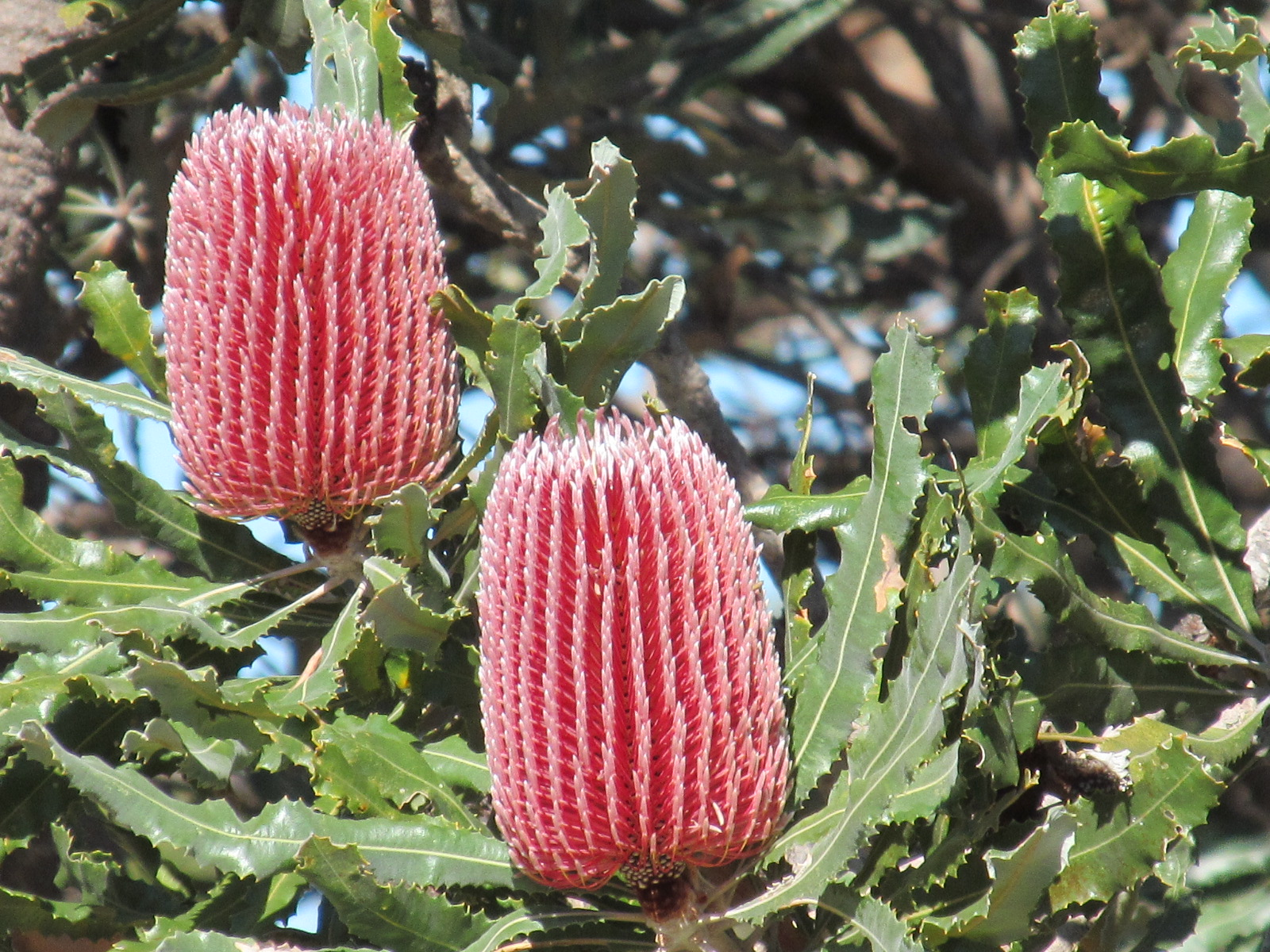
Taki obraz jest widziany przez osobę normalnie rozpoznającą barwy

Ślepota barw
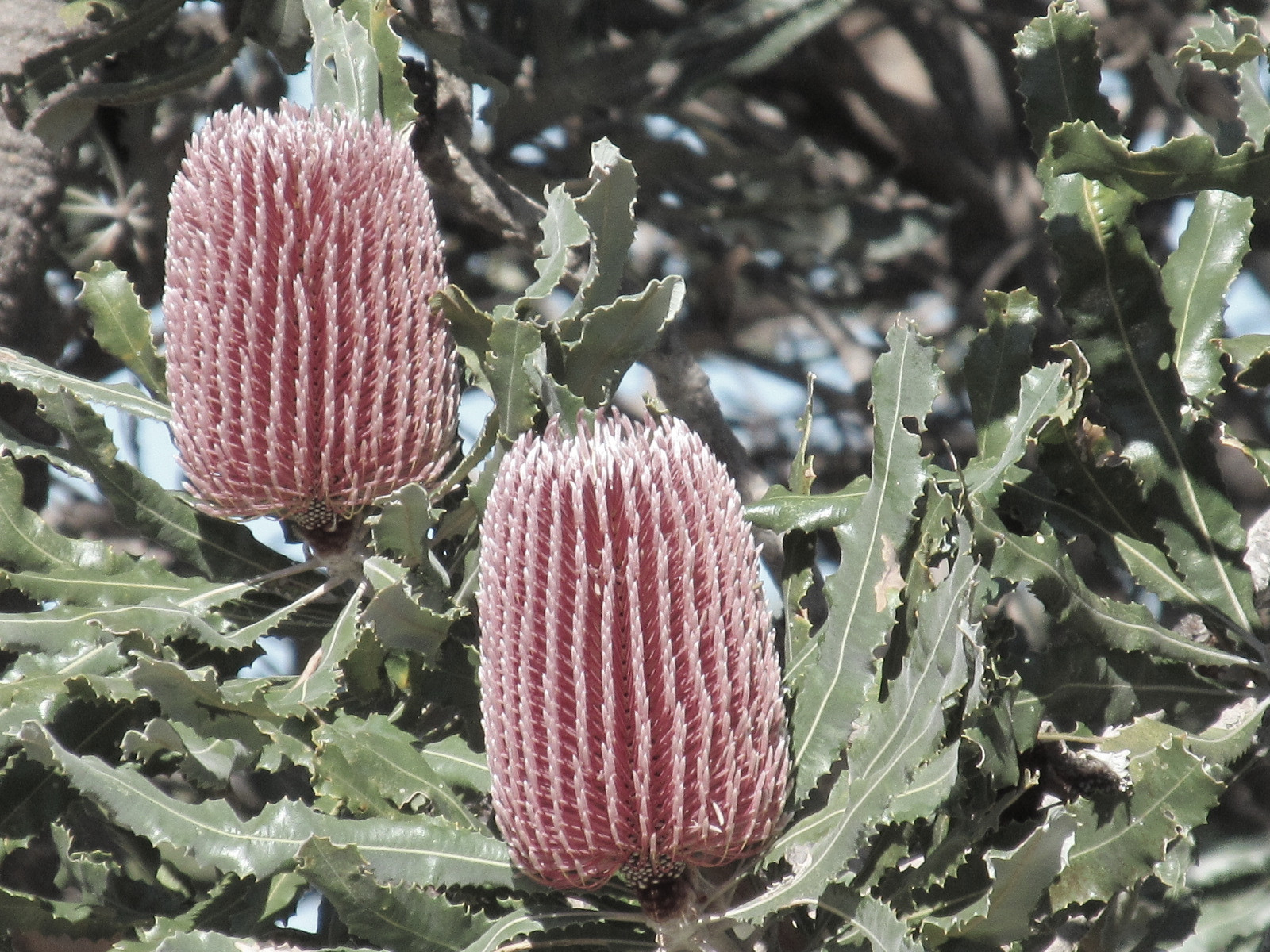
Achromatomalia
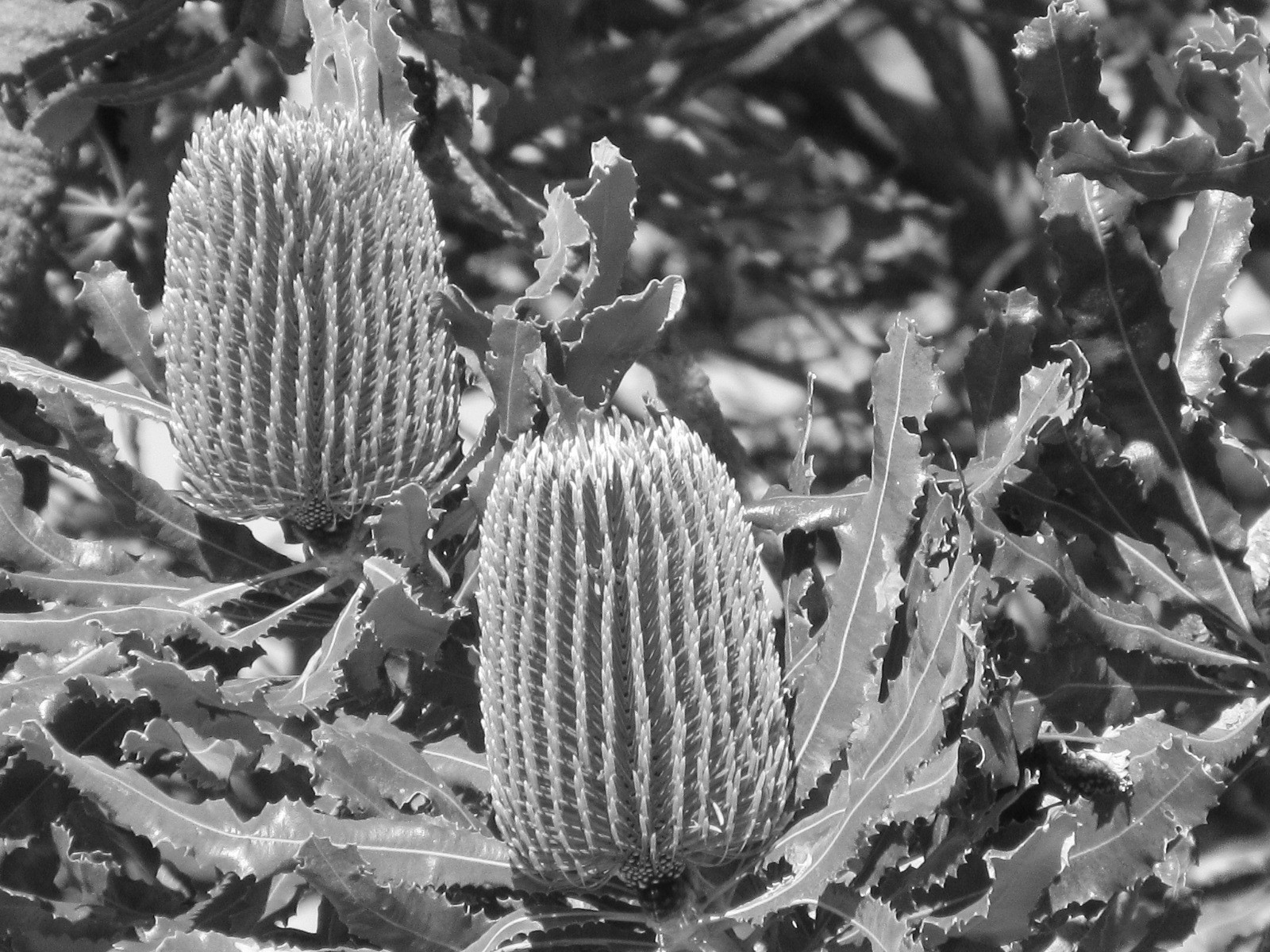
Achromatopsja
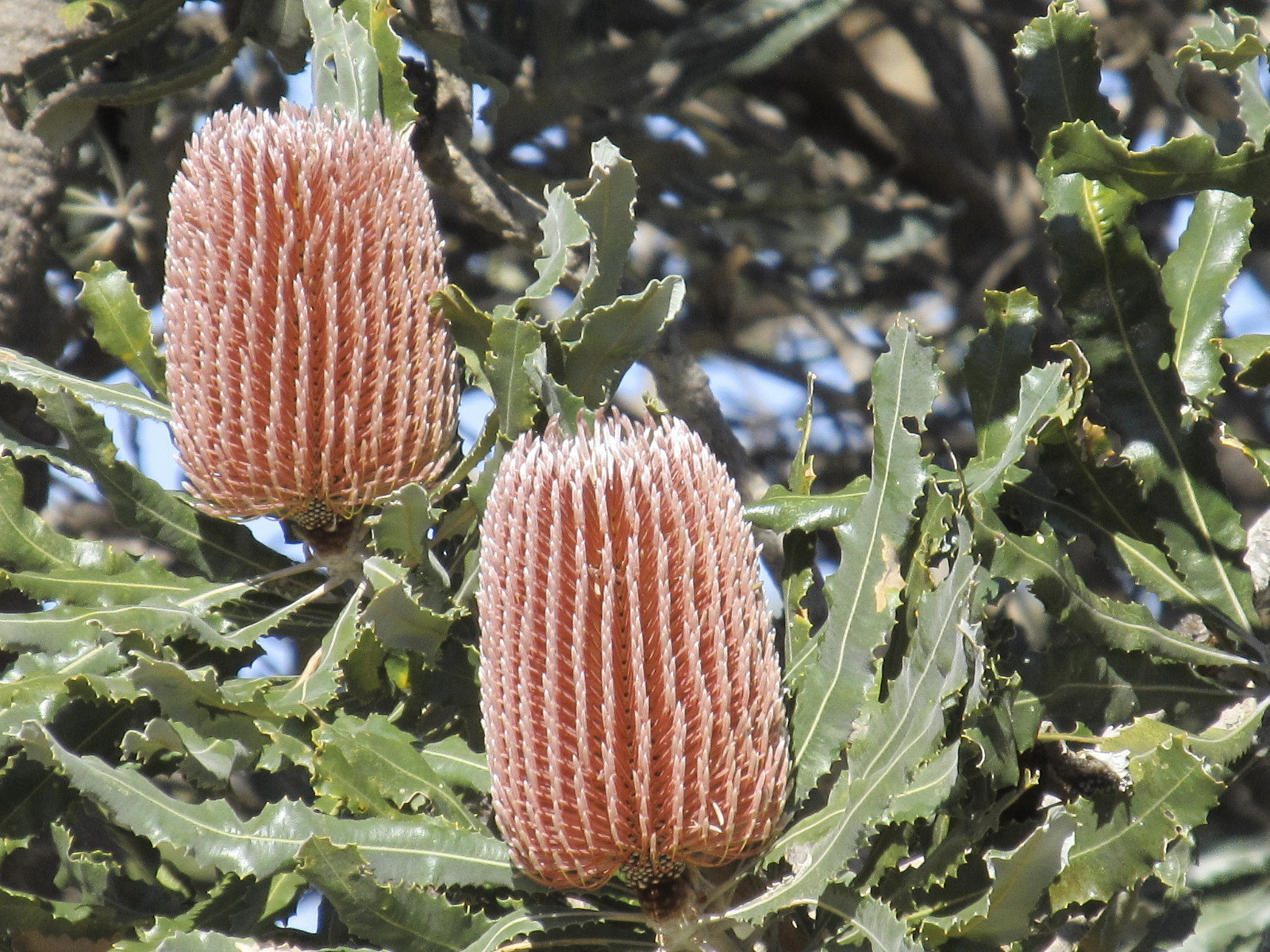
Deuteranomalia
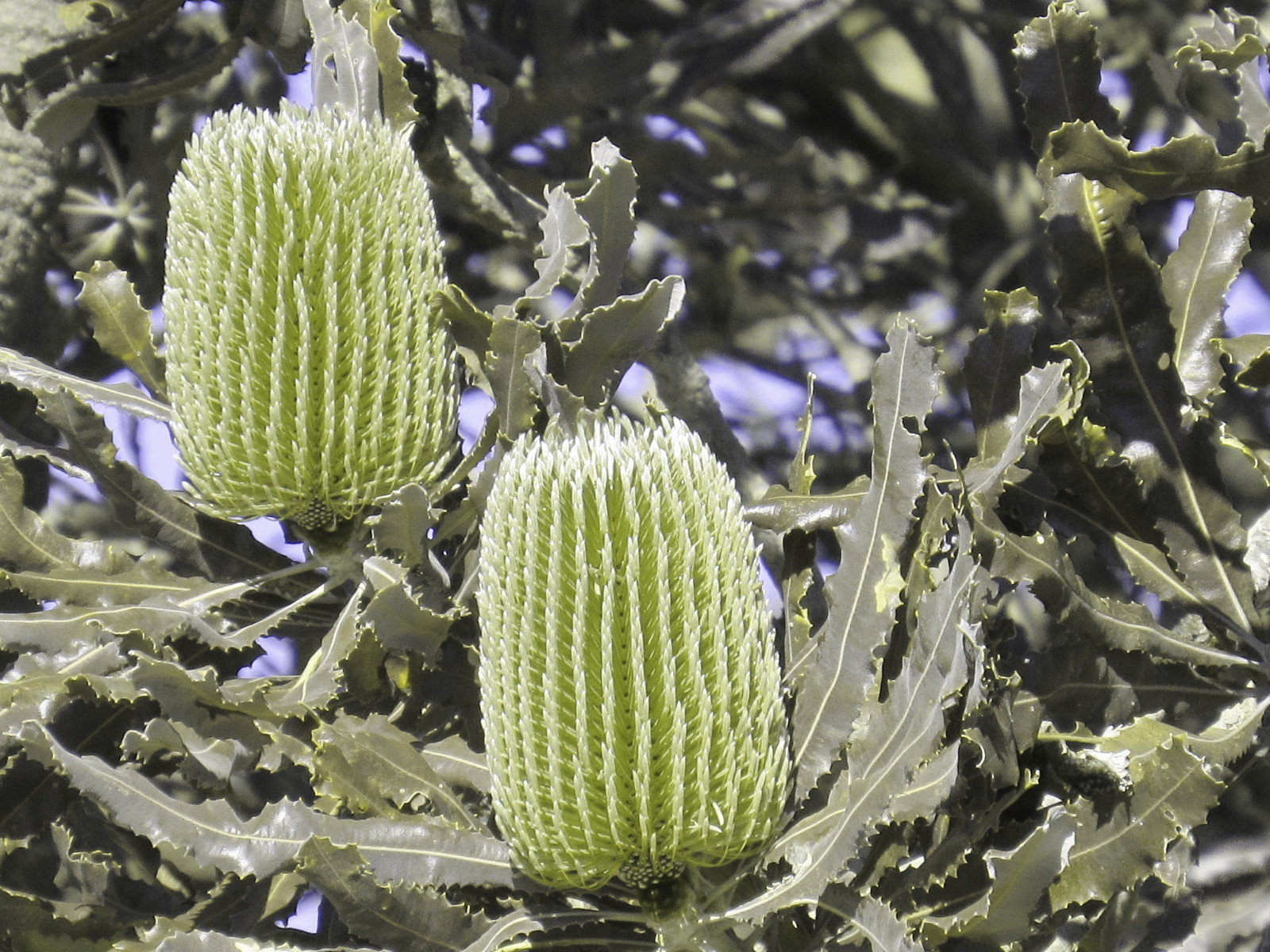
Deuteranopia

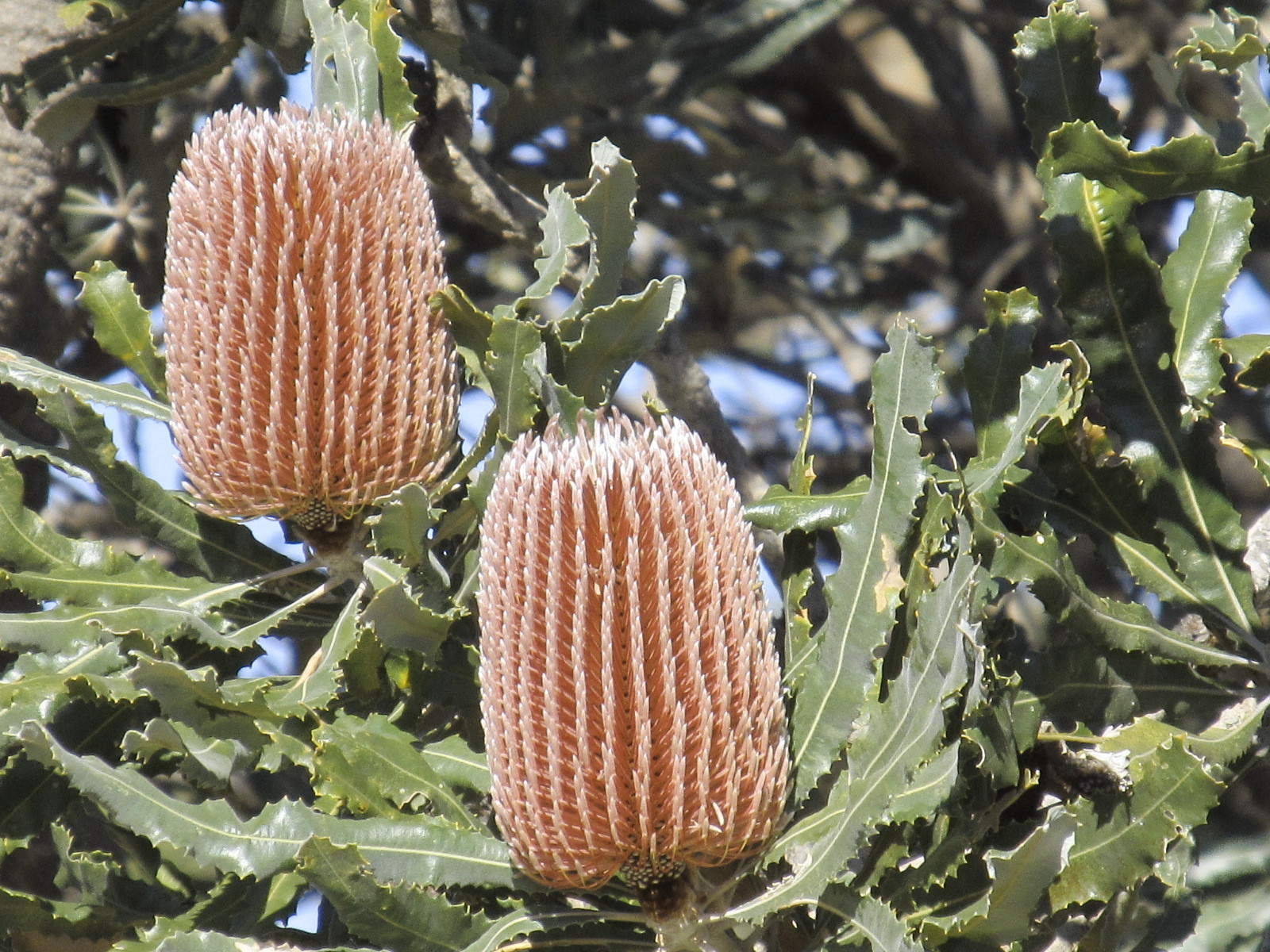
Protanomalia
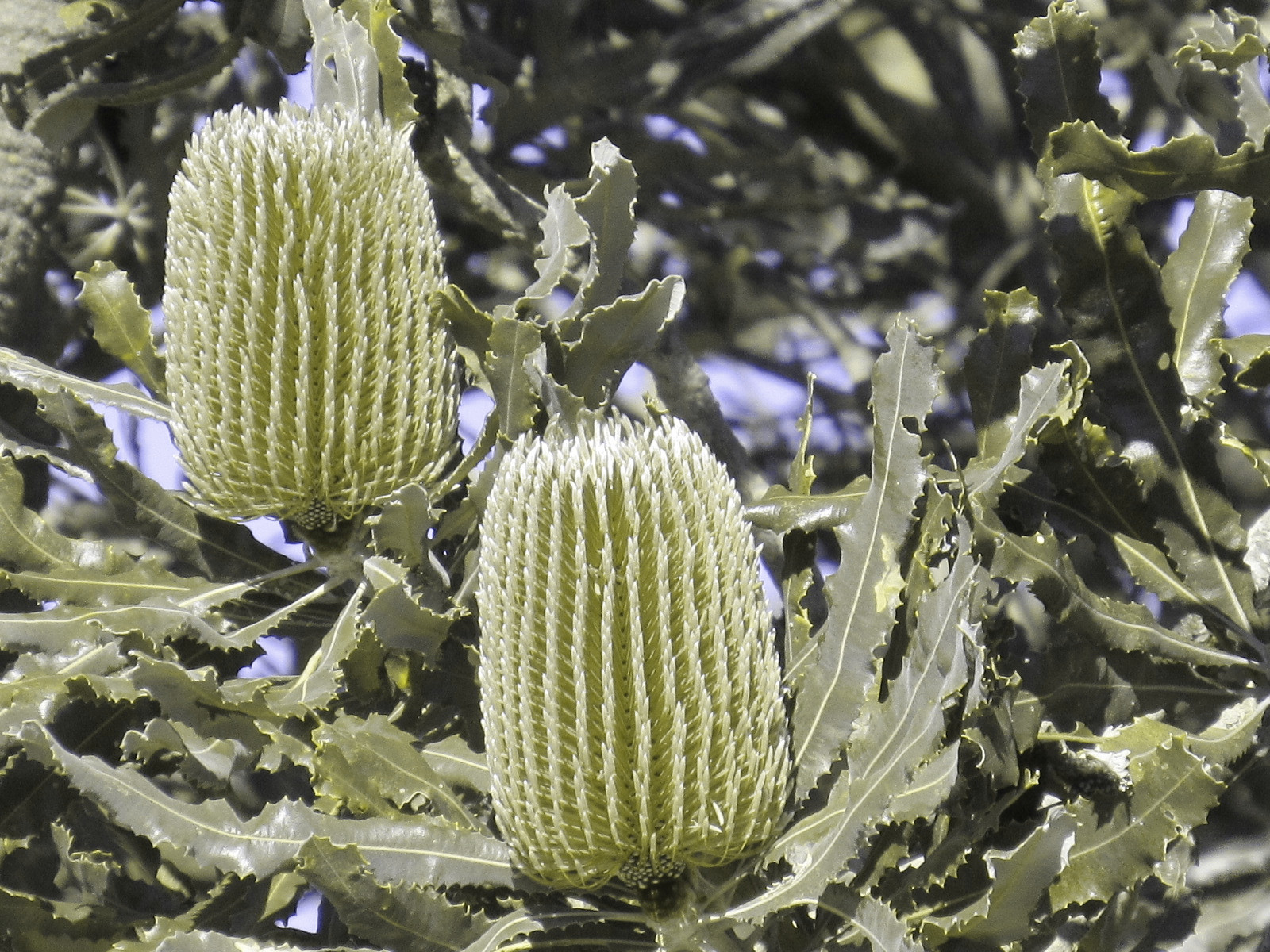
Protanopia
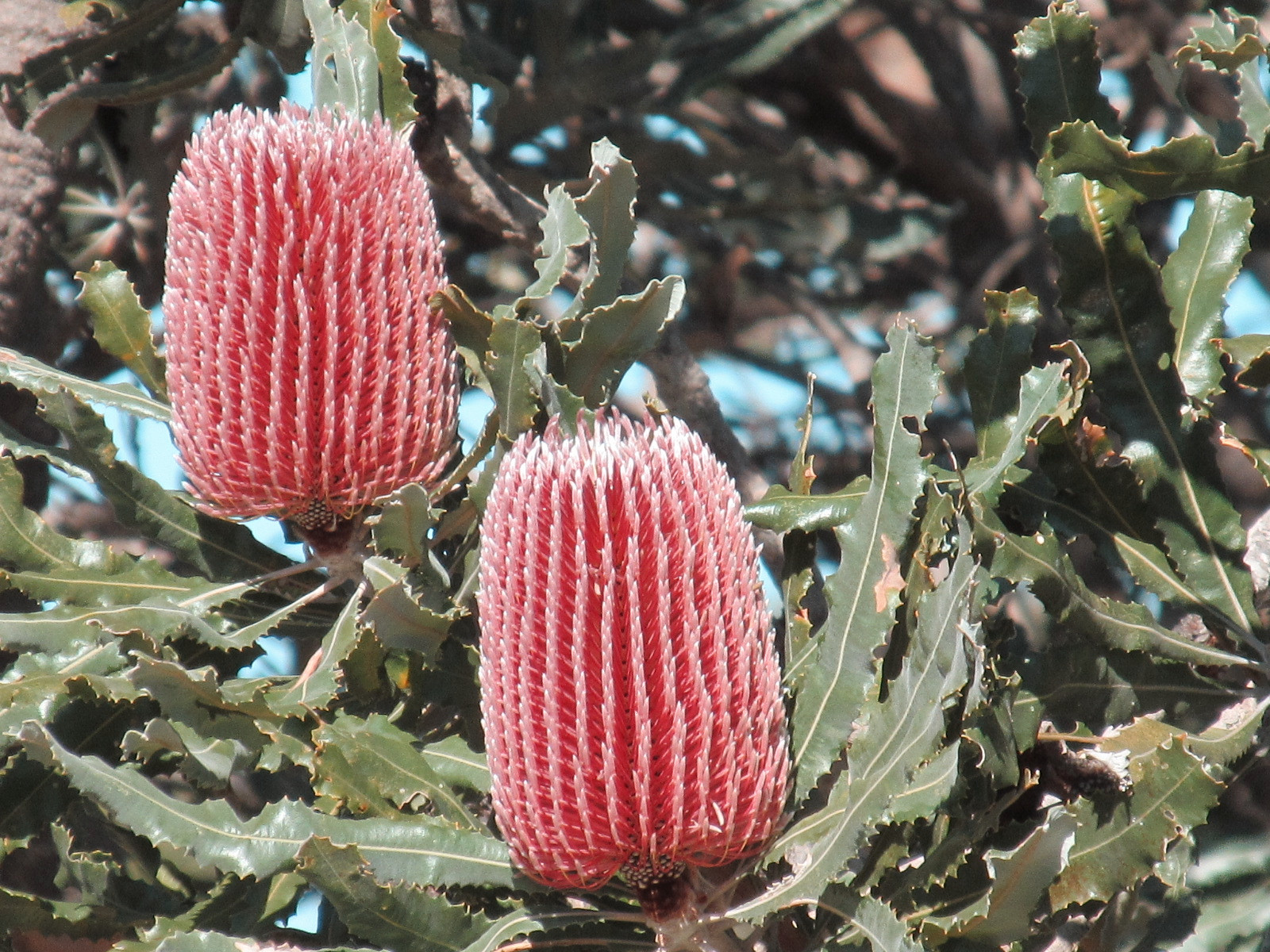
Tritanomalia
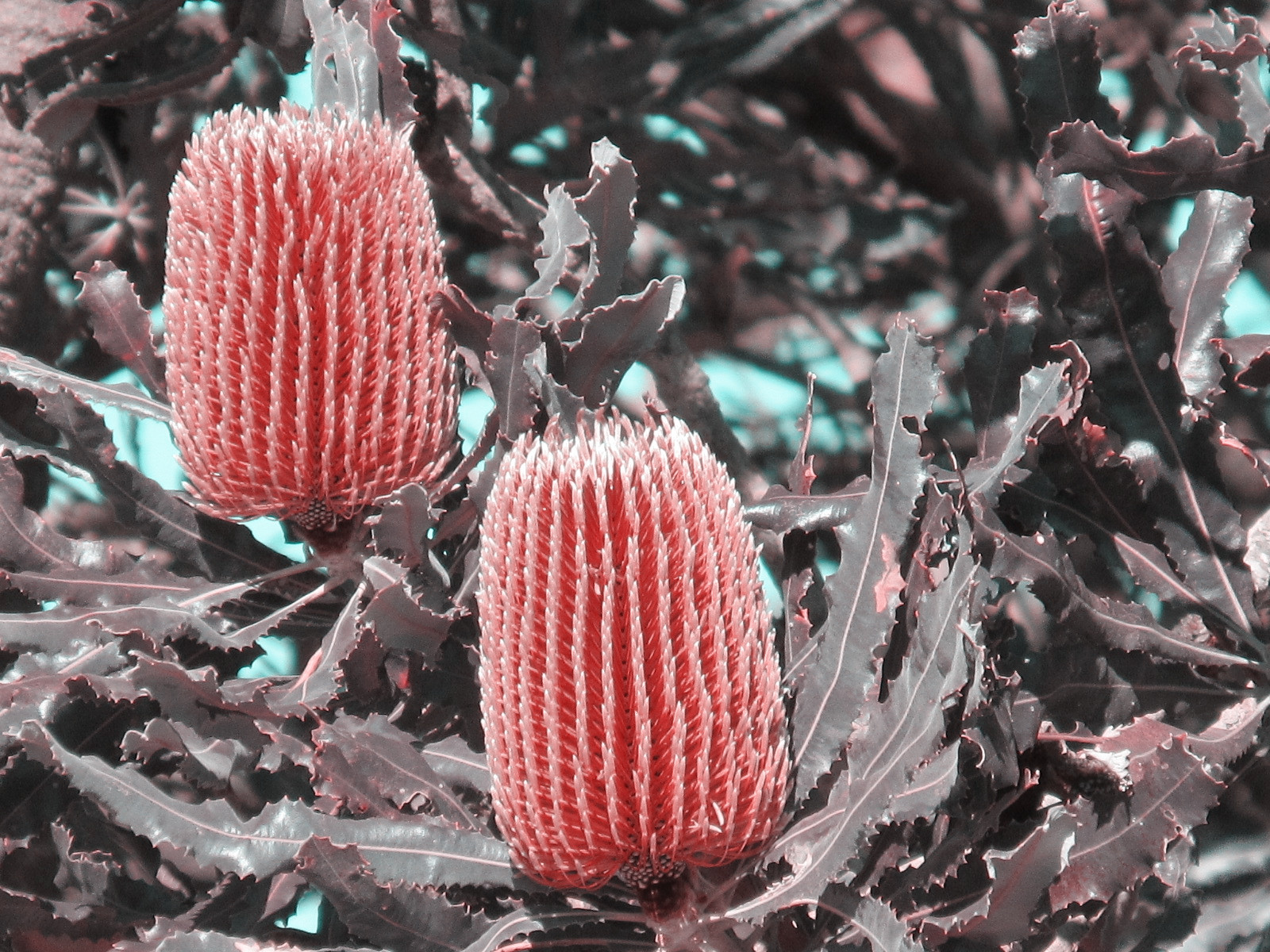
Tritanopia